# Robert von Jumièges
Robert Champart genannt Robert von Jumièges (Robert Gemiticensis) OSB († nach 1052), Erzbischof von Canterbury, war ein normannischer Kleriker, Prior der Abtei Saint-Ouen in Rouen und später (1037) Abt von Jumièges.
Er war ein enger Freund von Eduard dem Bekenner, dem späteren König von England, mit dem er 1042 auf die Insel übersetzte, als dieser dort seine Herrschaft antrat. 1044 wurde er Bischof von London.
In der englischen Geschichtsschreibung tritt Robert als engster Vertrauter und prominentester unter den ausländischen Freunden des Königs auf, aber auch als Anführer der Gegner des Earls Godwin von Wessex. 1051 machte Eduard ihn, obwohl bereits ein anderer vom Domkapitel gewählt worden war, zum Erzbischof von Canterbury.
Er scheint vom König auf eine diplomatische Mission zum Herzog Wilhelm von Normandie geschickt worden zu sein; bei der Rückkehr Godwins aus dem Exil im Jahr 1052 floh er in großer Hast aus England. Er wurde geächtet und abgesetzt und starb wohl wenig später. Die Behandlung, die Robert durch die Angelsachsen erfuhr, wurde von Wilhelm als einer der Vorwände für die Normannische Eroberung Englands benutzt.
Der Kopf einer liegenden Figur, der in Jumièges aufbewahrt wird, könnte von seinem Sarkophag stammen, der in der ersten Hälfte des 14. Jahrhunderts für seine sterblichen Reste gebaut wurde.